# Rueda (vino)
Il Rueda è un vino DOC spagnolo prodotto tra la provincia di Valladolid, Segovia e Avila.
Si trova in 57 comuni della provincia di Valladolid, in 17 di Segovia e 2 di Avila.

## Uva
Le varietà bianche:
- Verdejo (la varietà più importante per questo vino)
- Sauvignon Blanc
- Viura
- Palomino fino

Le varietà rosse:
- Tempranillo (varietà principale di uva rossa)
- Cabernet Sauvignon
- Merlot
- Garnacha